# Bice Lazzari
Beatrice "Bice" Lazzari (15 de noviembre de 1900–13 de noviembre de 1981) fue una pintora italiana.

## Primeros años
Fue hija de Lorenzo (Luciano) Lazzari y Francesca Rinaldo. Era la segunda de tres hermanas, de las cuales la más joven, Onorina (Nini), se casó con el arquitecto Carlo Scarpa. La formación de Beatrice tuvo lugar en Venecia, primero en el Conservatorio Benedetto Marcello y luego en la Academia Bellas Artes. Fue profesora en la Academia de Bellas artes. Su trabajo inicialmente giraba alrededor de la pintura figurativa. Su primera exposición fue en 1924 en el colectivo Ópera Bevilacqua La Masa. En 1928  tuvo su primera exposición individual en los talleres de la galería de arte en Venecia y, al año siguiente, otro en la galería San Moise. La escena de arte veneciana en los 30, animada por el Círculo Artístico del Palazzo dei Piombi e dal Caffè a orillas del Zattere, incluían a Carlo Scarpa, Mario Deluigi y Virgilio Guidi e incluyó un camino pionero y una búsqueda racionalista. 
El renombre de Lazzari como pintora era para retratos y paisajes. En el campo de las artes aplicadas, la artista rompió claramente con la tradición figurativa, escogiendo las composiciones abstractas y geométricas como lenguaje expresivo.

## Años romanos 1935-1981
En 1935 se mudó a Roma donde participó en exposiciones importantes, exhibiendo murales y tableros decorativos, trabajando con el arquitecto Ernesto Lapadula. En 1941 se casó con el arquitecto veneciano Diego Rosa.
Después de la Segunda Guerra Mundial, a excepción de colaborar con el arquitecto Attilio Lapadula en algún mobiliario, se dedicó exclusivamente a la pintura y recibió numerosos premios por su trabajo. La suya era una dirección nueva, incluso si las vibraciones y modulaciones de las líneas y los colores en la tela se acercaban a Vasily Vasilievich Kandinsky. A partir de 1950 participó de la Bienal de Venecia y de la Cuadrienal de Roma varias veces, consiguiendo premios y exposiciones individuales en numerosas galerías. De 1950 a 1963 trabajó con óleos para profundizar la aplicación de otros materiales como pegamentos, arenas, pinturas y acrílicos más tardíos. En 1964 la artista empezó otra vez de cero, dejando de lado el material y el color para expresarse con el más sencillo de los medios: a menudo utilizaba líneas dibujadas con grafito sobre un fondo monocromo. La serie de pinturas acrílicas que ejecutó al final de lo 60 y 70 atestigua la última etapa de un viaje de modernidad y lirismo extraordinarios, lo cual consolida su posición como figura importante en arte italiano.

## Archivo
El Archivo Bice Lazzari, el cual alberga una parte importante de los trabajos, escrituras, poemas y catálogos de todas sus actividades, se encuentra en Roma. En 1999, la superintendencia de archivo de Lazio lo declaró como considerable interés histórico.